# Saison 9 d'Inspecteur Barnaby
Chronologie
Saison 8 Saison 10
Cet article présente la neuvième saison de la série télévisée Inspecteur Barnaby.

## Distribution
Acteurs principaux
- John Nettles : Inspecteur Tom Barnaby
- Jason Hughes : Sergent Ben Jones

Acteurs récurrents
- Jane Wymark : Joyce Barnaby (épisodes 1, 2, 3, 4, 5, 6, 7, 8)
- Laura Howard : Cully Barnaby (épisodes 3, 4, 5, 6, 7, 8)
- Barry Jackson (en) : Docteur George Bullard (épisodes 1, 2, 4, 5, 6, 7, 8)

## Liste des épisodes
1. La Maison hantée
2. Lettres mortelles
3. La Course à l'héritage
4. L'Assassin de l'ombre
5. Quatre enterrements et un mariage
6. Ces dames de la campagne
7. La Mort en chantant
8. Complément d'enquête

### Épisode 1:La Maison hantée
- Grande-Bretagne : 9 octobre 2005
- France :

- George Baker (Charlie Magwood & Jack Magwood)
- Ruth Gemmell (Anne Merrick)
- Anita Carey (Barbara Flux)
- Gawn Grainger (Lesley Flux)
- Rebecca Egan (Harriet Davis)
- David Westhead (Gerry Moore)
- Andrée Evans (Grace Woodhall)
- Michael Elwyn (Giles Cato)
- Katy Brittain (Miss Owen)
- Ben Meyjes (Alan Harcourt)
- Caroline Faber (Caroline Cave)
- Richard Trinder (Peter Cave)
- Greg Sheffield (Philip Merick)
- Charlie Lucas (Danny Merrick)
- Jack McIntosh (Brian)
- Lily-May Anson (Tracey)
- Abigail Williamson (Kylie)
- Alex Matten (Jason)
- Jared Garfield (Sean)
- Francis Lee (Roman)
- Pauline Whitaker (Hotel receptionist)
- Adam Fair (PC)

Caroline et Peter Cave recherchent une vieille maison à rénover dans les environs de Midsomer pour en faire leur résidence secondaire. Ils jettent leur dévolu sur la Vigneraie (Winyard House), une demeure délabrée perdue dans les bois, que les habitants du village pensent hantée.
Lieux de tournage
- Beaconsfield (Buckinghamshire)
- Lewknor (Buckinghamshire)
- Dorchester (Oxfordshire)
- Thame (Oxfordshire)
- Warborough (Oxfordshire)

### Épisode 2:Lettres mortelles
- Grande-Bretagne : 26 février 2006
- France :

- Claire Askam (Marion Slade)
- Tom Bennett (Rob Pride)
- Elizabeth Spriggs (Ursula Gooding)
- David Bamber (John Starkey)
- Jenny Jackson (Vicki)
- Richard Cant (Alistair Gooding)
- Tom Georgeson (Ron Chalk)
- Tracy Brabin (Ruth Chalk)
- Simon Callow (Dr Wellow)
- Caroline Goodall (Grace Starkey)
- Sophie Thompson (April Gooding)
- Paul Ireland (Mark Castle)
- Louise Breckon-Richards (Helen Castle)
- Cally Hamilton (Sadie Castle)
- Clemmie Hooton (Phoebe)
- Alice Knight (Queen of Hearts)
- Josef Lindsay (Robin Hood)
- Sarah Pritchard (Bella Slade)

Trois jeunes enfants découvrent le corps de Marion Slade dans la rivière pendant le Carnaval d’Oak Apple au village de Midsomer Barton. L’inspecteur Barnaby, qui assiste aux festivités, se charge de l’enquête. Tout le monde pense au suicide car la victime avait perdu Bella, sa fille unique, huit ans auparavant. Cette dernière avait même gagné le prix de la Reine de l’année lors de la même fête.
Lieux de tournage
- Chalford (Buckinghamshire)
- Coleshill (Buckinghamshire)
- Dinton (Buckinghamshire)
- Little Missenden (Buckinghamshire)
- Long Crendon (Buckinghamshire)

### Épisode 3:La Course à l'héritage
- Grande-Bretagne : 5 mars 2006
- France :

- Joss Ackland (Sir Freddy Butler)
- Sian Phillips (Lady Annabel Butler)
- Sheila Ruskin (Lady Lucinda Butler)
- Annabel Mullion (Lady Tara Butler)
- David Beames (Richard Butler)
- Joanna Riding (Sandra Butler)
- Matthew Tennyson (Michael Butler)
- John Franklyn-Robbins (Teddy Butler)
- Richard Clothier (Simon Oliver)
- Carol MacReady (Hatty Down)
- Rebecca Johnson (Jenny Down)
- Leslie Schofield (Amos Brown)
- Charles Kay (Henry York)
- Victoria Lennox (Doris Maple)
- David Shaw-Parker (Bert Delling)
- Ian Barritt (Finch)
- Neville Phillips (vicaire)
- Naomi Hill (jeune femme)
- Andrew Keelan (jeune homme)
- Ian Knight (joueur de cornemuse)

L’aristocrate Sir Freddy Butler, un personnage excentrique et jovial, arrive dans son village natal. Il a invité ses deux ex-épouses à une grande fête donnée dans sa demeure, ce qui n’est pas du goût de sa femme actuelle, Tara. Au cours du repas familial, Sir Freddy Butler meurt subitement.
Lieux de tournage
- Beaconsfield (Buckinghamshire)
- Thame (Oxfordshire)

### Épisode 4:L'Assassin de l'ombre
- Grande-Bretagne : 12 mars 2006
- France :

- Grant Masters : Martin Barrett
- Charlotte Emmerson : Hayley Redfern
- Sam Kelly : Jack Fothergill
- Julia McKenzie (VF: Marion Game): Ruby Wilmott
- Rob Edwards : Richard Florian
- Christine Kavanagh : Margaret Florian
- Derek Hutchinson : Reg
- Paul Freeman : Sir John Waverley
- Arthur Kohn : Billy
- Dermot Crowley : Peter Hatchard
- Frank Mills : Ted
- Rebecca Lamb : Staff nurse
- Duncan Clyde : policier

Martin Barrett, un clerc de notaire est abattu chez lui pendant la nuit. Le coup de feu est parti de l’extérieur. L’inspecteur Barnaby ouvre une enquête. En arrivant chez la victime, il est frappé par la propreté des lieux.
Lieux de tournage
- Beer (Devon)
- Branscombe (Devon)
- Cholesbury (Buckinghamshire)
- Cadsden (Buckinghamshire)
- Hambleden (Buckinghamshire)
- Henley-on-Thames (Oxfordshire)
- Quainton (Buckinghamshire)

### Épisode 5:Quatre enterrements et un mariage
- Grande-Bretagne : 24 septembre 2006
- France :

- Sian Thomas (Peggy Aynscombe)
- Jessica Brooks (Fiona Aynscombe)
- Dominic Jephcott (Henry Marwood)
- Joseph Kennedy (Roland Marwood)
- Struan Roger (Dr O'Dowd)
- Daphne Oxenford (Muriel)
- Richard McCabe (Rev Anthony Gant)
- Shaughan Seymour (Archdeacon Able)
- Andrew Hawkins (Alan)
- Lloyd McGuire (Bob)
- Lucy-Anne Holmes (Polly)
- Ann Morrish (Mildred Danvers)
- Sandra Voe (Lorna Hastings)
- Hattie Ladbury (Deacon Cathy Hewlett)

L’inspecteur Barnaby se trouve contraint d’accompagner sa belle-mère et son épouse au village de Broughton où se déroule une fête traditionnelle qui voit s’affronter le clan des femmes et celui des hommes. En effet, une guerre des sexes fait rage dans la petite ville depuis de longues années.
Durant la fête, Mildred Danvers, qui faisait autrefois partie du clan des femmes, est assassinée. Il y a de nombreux suspects, d’autant plus que le clan des hommes tente de faire passer cette mort pour naturelle… Mais l’analyse du contenu de la flasque en possession de la victime révèle que des somnifères étaient mélangés au whisky.
Lieux de tournage
- Beaconsfield (Buckinghamshire)
- Brill (Buckinghamshire)
- Little Missenden (Buckinghamshire)

### Épisode 6:Ces dames de la campagne
- Grande-Bretagne : 10 septembre 2006
- France :

- Clare Holman (Rose Southerly)
- Sophie Stuckey (Dora Southerley)
- Tim Hardy (Frank Hopkirk)
- Maggie Ollerenshaw (Mrs Hopkirk)
- Jonathan Phillips (Orlando Lamington)
- Juliet Aubrey (Ginny Lamington)
- Madeleine Potter (Celia Patchett)
- John McAndrew (Jeremy Patchett)
- Dorian Healy (Danny Piggott)
- Jack Crutch (Otis Piggott)
- Antony Byrne (Gary Talbot)
- Elli Garnett (Tracy Talbot)
- Kirsty Bushell (Rev Suze)
- Jackie Morrison (Miranda Harvey)
- Dominic Rickhards (Dudley Painter)
- Miles Richardson (Sir Charles)
- Stuart Milligan (Mr Hundsecker)
- Frank Mills (Ezra)

Un homme, poignardé à mort, est retrouvé sur le site prévu pour la construction d’un supermarché. Barnaby et Jones, chargés de l’enquête, se rendent compte que la majorité du village d'Elverton est contre ce projet. Il se trouve que la victime était Franck Hopkirk, et qu'il enquêtait sur la pollution du site proposé.
Lieux de tournage
- Chearsley (Buckinghamshire)
- Fingest (Buckinghamshire)
- Remenham (Oxfordshire)

### Épisode 7:La Mort en chantant
- Grande-Bretagne : 3 septembre 2006
- France :

- Patrick Drury (Connor Simpson)
- Peter Capaldi (Laurence Barker)
- Annabelle Apsion (Ellen Barker)
- Sara Stewart (Carolyn Armitage)
- Ronan Vibert (Giles Armitage)
- Scott Handy (Stephen Latimer)
- John Shrapnel (Leo Clarke)
- Michael Fitzgerald (Francis Crawford)
- John Cording (Sam Judd)
- Alwyne Taylor (Kath Bullard)

Le chœur de Midsomer Worthy, dont font partie Joyce Barnaby et George Bullard, participe à un concours annuel opposant les chorales de plusieurs villages du comté de Midsomer. Laurence Barker, chef d'orchestre de la chorale, qui prend la compétition un peu trop à cœur, a une dispute avec un rival.
Lieux de tournage
- Beaconsfield (Buckinghamshire)
- Denham (Buckinghamshire)
- Forty Green (Buckinghamshire)
- Windsor (Berkshire)

### Épisode 8:Complément d'enquête
- Grande-Bretagne : 17 septembre 2006
- France :

- Josette Simon (Samantha Flint)
- Siobhan Redmond (Pru Plunkett)
- Thelma Barlow (Mrs Beverley)
- Miles Anderson (Lance Woodrow)
- Saskia Wickham (Annie Woodrow)
- Brian Protheroe (John Trevelyan)
- Emily Gloyens (Ed Trevelyan)
- Rosa Hoskins (Sophie Trevelyan)
- Barbara Young (Gwen Trevelyan)
- Caroline Trowbridge (Tanya Crammer)
- Jamie Glover (Jamie Crammer)
- Helen Dallimore (Felicity)
- David Birrell (Mark Thomas)
- Guy Henry (Marcus Bramwell)
- Charles Millham (Clerk)
- Giles Havergal (Judge)
- Stephanie Jacob (Solicitor)
- Alex Belcourt (Female Sergeant)

Annie Woodrow, qui s’occupe d’œuvres de bienfaisance à Midsomer Malham, passe en jugement pour avoir tué Frances Trevelyan, sa meilleure amie. L’inspecteur Barnaby, qui l’a arrêtée, assiste au procès. Annie clame son innocence bien que toutes les preuves jouent contre elle, notamment un témoignage oculaire, et qu'elle était par ailleurs  attirée par le mari de son amie.
Lieux de tournage
- Henley-on-Thames (Oxfordshire)
- Kingston upon Thames (Surrey)